# Tremolo picking
Il tremolo picking (in italiano "plettrata tremolante" o informalmente "zanzara") è una tecnica chitarristica applicata sia su quella classica che quella elettrica, anche se l'uso in quest'ultima è più diffuso. Esso consiste nel suonare una nota in maniera continua ed il più velocemente possibile, pizzicando la corda con rapide pennate alternate. Molti attribuiscono il primo utilizzo del tremolo picking al chitarrista di musica surf Dick Dale col suo brano "Misirlou", e man mano si è diffuso in tutto il genere rock. Questa tecnica è riscontrabile in generi come metal estremo, folk rock, country, e musica barocca.